# René De Smedt
Pour les articles homonymes, voir De Smedt.
René Leopold De Smedt, né le 29 juillet 1888 à Roulers et mort le 13 juillet 1962 à Staden, est un homme politique belge catholique.
Il fut agriculteur.

## Fonctions et mandats
- Conseiller provincial de la province de Flandre-Occidentale : 1924-31
- Conseiller communal de Staden : 1926
- Bourgmestre de Staden : 1935
- Député :
  - 1931-1936 : en suppléance de Aloys Vande Vyvere
- Sénateur : 
  - 1936-1939 : coopté
  - 1939-1939 : provincial de la province de Flandre-Occidentale
  - 1939-1961 : élu de l'arrondissement de Roulers-Tielt en suppléance de Antoon Wittevrongel

## Source
- Bio sur ODIS